# آرناک-پومپادور
آرناک-پومپادور (اکسیتان: Arnac e Pompador) یک کمون در ناحیه نوول-آکیتن است. این کمون دارای ۱۵٫۰۹ کیلومتر مربع مساحت و ۱۱۶۰ نفر جمعیت در سال ۲۰۲۱ میلادی بوده است.